# Рюёмя, Маури
Маури Рюэёмя (фин. Mauri Ryömä; 30 октября 1911, Гельсингфорс — 28 ноября 1958, Хельсинки) — финский политический деятель и врач. Член парламента Финляндии от Социал-демократической партии Финляндии (1936—1937) и Демократического союза народа Финляндии (1945—1958). Член ЦК и Политбюро ЦК компартии Финляндии (1944—1958).

## Биография
Родился 30 октября 1911 года в Хельсинки. Маури был сыном Ханнеса Рюёмя (1878—1939), известного политика- социал-демократа и генерального директора по лекарственным средствам Шведского агентства. Маури тоже примкнул к социал-демократам, был в левом крыле партии.
В 1929 году он поступил Хельсинкский университет, тогда же вступил в Академическое социалистическое общество (АСС), был его секретарем в 1930-е годы. В то же время Рюёмя поддерживал тесные контакты с Коммунистической партией Финляндии, находившейся в подполье.
В 1936 году Рюёмя был избран членом парламента от социал-демократов со значительным числом голосов избирателей, что не понравилось партийному руководству. В 1937 году его призвали на военную службу, это привело к прекращению его членства в парламенте. В том же году последовало исключение Рюёмя из партии (СДП).
В декабре 1939 года Рюёмя отправил открытое письмо ведущему правому социал-демократу Вяйнё Таннеру, в котором изложил свои взгляды на начало Зимней войны. Позже он также выразил пожелание, чтобы Финляндия вступила в переговоры с Терийокским правительством во главе с коммунистом Отто Вилле Куусиненом, созданным в период войны с СССР.
В январе 1940 года Рюёмя был арестован и содержался под стражей в течение трёх месяцев. После освобождения из тюрьмы Рюёмя немедленно основал Общество мира и дружбы между Финляндией и Советским Союзом. Ассоциация быстро росла, и Рюёмя какое-то время был её председателем. Однако в июле 1940 года он был снова арестован и приговорён к 15 годам заключения за председательство в Обществе дружбы с СССР и за его письмо Таннеру. Тюремные годы дались Рюёмя нелегко, весной 1942 года он даже попытался покончить жизнь самоубийством.
В связи с «Срединным миром», заключённым в Москве, Рюэмя был освобождён из тюрьмы ещё в 1944 году.
На парламентских выборах весной 1945 года он был избран представителем Демократического союза финского народа (DFFF). В то же время он вступил в ФКП (1944) и оставался главным редактором газеты Коммунистической партии «Työkansan Sanomat» до конца жизни. В 1945—1958 годы был членом ЦК и Политбюро ЦК КПФ. В 1936—1937 и 1945—1958 годы — депутат парламента Финляндии. В 1944—1958 годы был заместителем председателя общества «Финляндия — Советский Союз».
Рюёмя погиб в автокатастрофе в 1958 году.

## Личная жизнь
С 1933 года был женат на писательнице Эльви Синерво.